# Augst
Augst är en ort och kommun i distriktet Liestal i kantonen Basel-Landschaft, Schweiz. Kommunen har 1 090 invånare (2023).
Kommunen ligger vid Rhen, intill orten Kaiseraugst i kantonen Aargau. I Augst finns lämningar av den romerska staden Augusta Raurica.

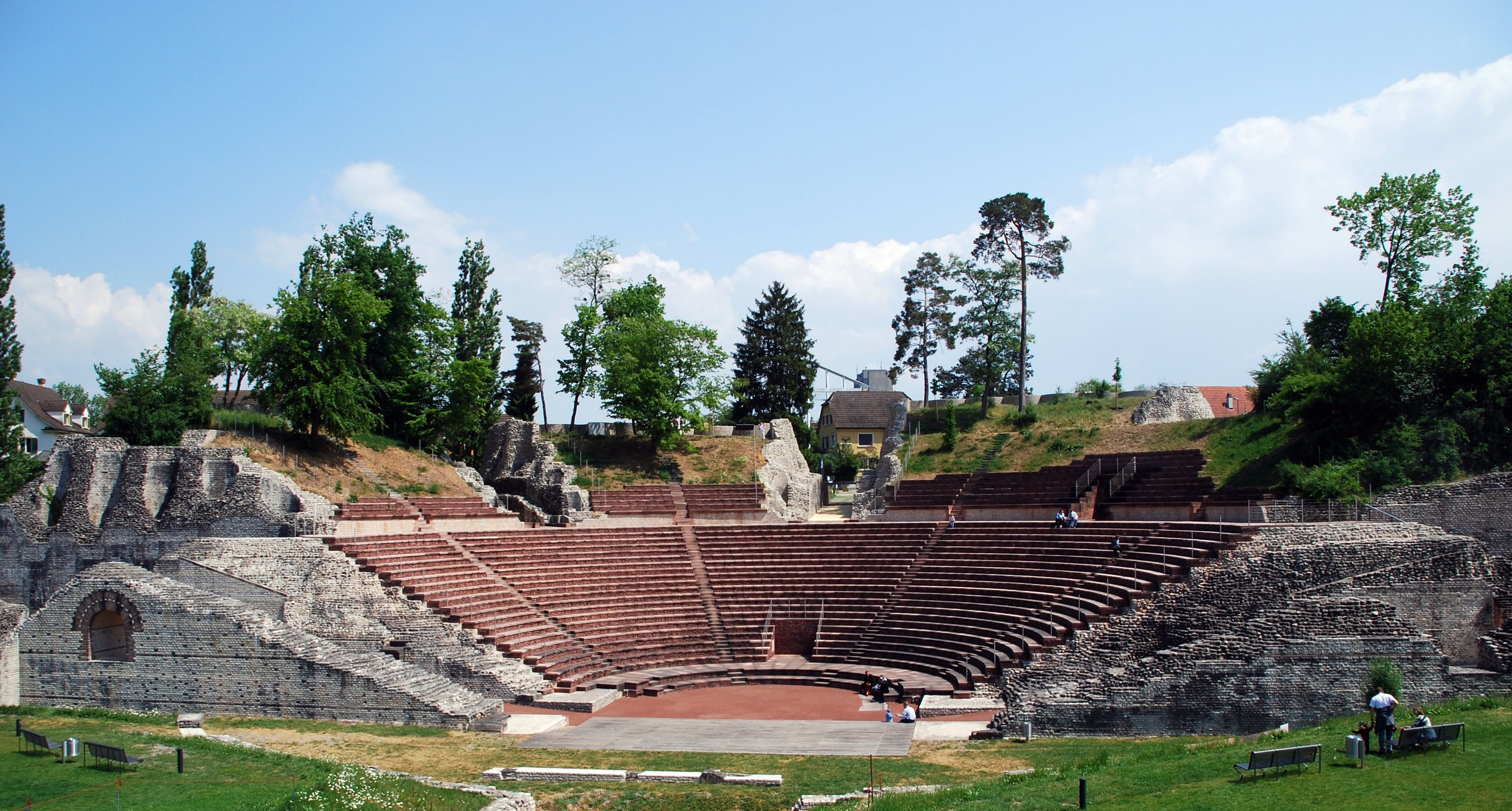
Romerska teatern i Augusta Raurica.